# Khanim Balajayeva
Khanim Balajayeva (en àzeri: Xanım Balacayeva; nascuda el 28 de març de 2001) és una jugadora d'escacs azerbaidjanesa, que té el títol de Gran Mestra Femenina des del 2019.

## Resultats destacats en competició
El febrer de 2018, Balajayeva va guanyar el campionat femení de l'Azerbaidjan imposant-se a Gunay Mammadzada en el desempat. Totes dues jugadores van fer 6½ punts de 9. Es proclamà per segon cop campiona nacional el 2020.

### Competicions per equips
A la 42a Olimpíada d'escacs, que es va celebrar a Bakú, Azerbaidjan, el setembre de 2016, com a amfitrions del torneig, l'Azerbaidjan va estar representat per tres equips. Balajayeva va jugar al segon tauler del tercer equip de l'Azerbaidjan en la competició femenina. L'equip va acabar el torneig al 30è lloc, i Balajayeva va fer 7½ punts en 11 partides.
Va tornar a jugar a l'equip de l'Azerbaidjan al Campionat del món femení per equips el 2017 a Khanti-Mansisk, Rússia.
A la 43a Olimpíada d'escacs, que va tenir lloc a Batum, Geòrgia entre setembre i octubre de 2018, Balajayeva va representar l'Azerbaidjan a la competició femenina jugant al tercer tauler i va fer 7 punts de 9. La seva performance va ser de 2522, fet que li va valer la medalla d'or al tercer tauler. L'equip va acabar el torneig al 10è lloc.